# Claudius Svenonis
Claudius Svenonis, död 9 maj 1662 i Kristdala församling, Småland, var en svensk präst.

## Biografi
Claudius Svenonis prästvigdes 5 februari 1629 i Linköpings domkyrka. Han var huspredikant hos översten Peder Mikaelsson Hammarskjöld på Tuna gård. Claudius Svenonis utnämndes 29 januari 1635 till kyrkoherde i Kristdala församling. Han avled 1662 i Kristdala församling.

### Familj
Claudius Svenonis gifte sig 1635 med Elisabet Persdotter. Hon var änka efter kyrkoherden Bartholdus Duræus i Kristdala församling.